# Eulepidotis mabis
Eulepidotis mabis là một loài bướm đêm trong họ Erebidae.